# Cerodontha luzulae
Cerodontha luzulae este o specie de muște din genul Cerodontha, familia Agromyzidae, descrisă de Franz Groschke în anul 1957. Conform Catalogue of Life specia Cerodontha luzulae nu are subspecii cunoscute.